# DocuTech
DocuTech (ドキュテック)は、 ゼロックス社によって製造された電子制作出版システムに与えられた名前である。 紙の文書をスキャンし、電子的に編集し、オンデマンドで必要に応じて印刷することができた。 DocuTechシステムは、ネットワークにXNSプロトコルを使用した最後のシステムとして知られている。 
1990年10月2日に発表された最初のDocuTechシステムは、DocuTech Production Publisherとして知られている。 毎分135ページの白黒のゼログラフィックプリントエンジンと付属のフィニッシャーモジュールは、以前にXerox 5090 Duplicatorシステム(1988年にXeroxが発表)用に開発されたものに主にベースにしていた。 しかし、DocuTechでの画像生成は、「アナログ」5090システムで見られる光レンズ光学系と露光ランプではなく、デジタル駆動のデュアルビームレーザーROS(ラスター出力スキャナー)を使用して行われた。 このシステムのスキャナーモジュールは、原稿台から手動で、または23ページ/分の循環式ドキュメントフィーダーを使用して自動でなど、多くのモードでドキュメントをスキャンできた。 このスキャナーには、大型の原稿やコンピューターのファンフォールド紙(CFF)入力をスキャンするために使用できる半自動の側面給紙装置も搭載されている。 システム全体は、Xerox独自設計の電子サブシステム(ESS)によって制御されていた。 ESSには、高速画像処理用に、特別に設計された多数のXerox独自のMesaプロセッサ、32メガバイトのRAM、プリンタおよびスキャナモジュールと通信するためのI/O制御インタフェース、システムソフトウェアと画像(保存されたジョブ用のものを含む)を保存するためのとスペース含む3つのディスクドライブが組み込まれていた。 
ドキュメントをデジタルでスキャン、編集、保存して後で取り出せることができるだけでなく、検索できるようにする機能と、中綴じ製本やテープ製本を出力する機能を備えたDocuTech Production Publisherは、間違いなく最初の完全に統合された「オンデマンド印刷」出版システムであった。 実際、Xerox DocuTechの一連のパブリッシングシステムは、「プリント・オン・デマンド」業界の確立に大きく貢献した。 
1991年後半、XeroxはオリジナルのDocuTech Production PublisherをDocuTech Production Publisher Model 135(DT135)にブランド変更した。 これは、同社が1992年に発表を予定していたDocuTech Production Publisher Model 90と区別するために行われた。 モデル番号は、2つのモデルの1分あたりのページ印刷速度を反映するように選択された。 コントローラとスキャナは両方のモデルに共通であるが、Model 90は、先に発表されたXerox 4090プリンタ用に開発されたものをベースにした別のプリントエンジンが使用されていた。 
オリジナルのDocuTech Production Publisherは、白黒ページを毎分最大135ページ(レターサイズまたはA4サイズの場合)でスキャンし、出力解像度は600 x 600ドット/インチ(dpi)で印刷することができた。 スキャンしたドキュメントは、「保存キュー」と呼ばれるディスク上の特別なメモリ領域に保存することができ、そこでそれらを保持して、必要に応じて編集(組み込みのエディタを使用して)し、後で「オンデマンド」で印刷することができる。 システムはまた、14x17インチまでの用紙サイズで印刷することができた。 この初期のDocuTechのもう1つの重要な機能は、折丁の面付けを実行し、適切なページ面付け順序で「2アップ丁合」(後で4アップ丁合が追加された)を生成して丁合小冊子を作成する機能であった。 (注：小冊子の折り、断裁、中綴じは、C.P. Bourg Signature Booklet MakerまたはSBM-1として知られるオプションのアクセサリで行われ、システムの出力フィニッシャにインラインで取り付けることができた)。  
1992年6月、XeroxはDocuTech 135ネットワーク・パブリッシャーを発表した。これは、ネットワーク経由で送信されたドキュメントを受信して印刷できるようにすることで、以前のDocuTechの機能を強化したものである。 このシステムのネットワーク接続はXerox独自のXNSネットワークに限定されていたが、DocuTech Network Serverも提供され、現在成長を続けるDocuTech Publishing Systemsのファミリが、より幅広いネットワークで利用できるようになった。 
DocuTech 6135はDT135の改良版で、 Sun Microsystems社のワークステーション・コントローラがオリジナルのコントローラとスキャナの代わりに採用されている。 追加の改良点としては、オプションのVLDレーザーアセンブリがあり、これはサブピクセルのドット位置決めを使用し、印刷解像度を600 x 1200 dpiまで(真の意味では向上しないものの)、ハーフトーン画質品質を向上させている。 
プリントオンデマンド印刷工場分野におけるDocuTechシステムの主な競合相手は、IBMのInfoPrintシステム、コダックのDigimaster Production Printer (多くの異なるブランドが販売される)がある。 Xeroxは、オリジナルのDocuTech 1xxプラットフォームを引退させ、DocuTech 61xxとNuveraシステム(当初はDocuTech 100/120 Copier/Printerとして導入された)を採用した。 

## 参照
- ゼロックス
- IBM
- オンデマンド印刷
- .rdo